# Основно училище „Никола Йонков Вапцаров“ (Нови пазар)
Основно училище „Никола Йонков Вапцаров“ е основно училище в град Нови пазар, разположено на адрес: ул. „Гурко“ № 2. То е основано през 1961 година. Директор на училището е Добрин Иванов.